# Atomerőmű SE
El Atomerőmű SE es un equipo de baloncesto húngaro con sede en la ciudad de Paks, que compite en la A Division, la máxima competición de su país. Disputa sus partidos en el ASE Sportcsarnok, con capacidad para 1,500 espectadores.

## Historia
Fundado en 1979, el nombre del club Atomerőmű significa planta de energía nuclear en húngaro, ya que la central que hay en Paks, suministra el 40% de la energía eléctrica de Hungría.
Los mejores años del club fueron en la década de los 2000s, ya que consiguieron cuatro ligas (2002, 2005, 2006 y 2009) y cuatro copas (2001, 2003, 2005 y 2008). Además, en esos años quedaron en tres ocasiones subcampeones de liga (2001, 2004 y 2010) y en dos ocasiones subcampeones de copa (2002 y 2006). La competición europea en la que llegaron más lejos fue la Copa Korać, donde alcanzaron los octavos de final en 2002.
Fueron subcampeones de copa en 1991, y en los últimos años han quedado subcampeones de liga (2014) y de copa (2012). Es el 6º club que más ligas tiene y el 7º que más copas posee.

## Nombres
| Denominación       | Período       |
| ------------------ | ------------- |
| Paksi Atomerőmű SE | 1979-1989     |
| Atomerőmű SE       | 1989–presente |

## Registro por Temporadas
| Temporada | Competición Doméstica | Competición Doméstica | Competición Doméstica | Competición Doméstica | Copa Húngara     | Central European Basketball League | Competición Europea               |
| Temporada | División              | Liga                  | Posición              | Play-Offs             | Copa Húngara     | Central European Basketball League | Competición Europea               |
| --------- | --------------------- | --------------------- | --------------------- | --------------------- | ---------------- | ---------------------------------- | --------------------------------- |
| 2000–01   | 1ª                    | A Division            | 4º                    | Subcampeones          | Campeones        | –                                  | 3ª Copa Korać - 2ª Ronda          |
| 2001–02   | 1ª                    | A Division            | 1º                    | Campeones             | Subcampeones     | –                                  | 3ª Copa Korać - Octavos de final  |
| 2002–03   | 1ª                    | A Division            | 5º                    | 3ª Plaza              | Campeones        | –                                  | –                                 |
| 2003–04   | 1ª                    | A Division            | 4º                    | Subcampeones          | –                | –                                  | –                                 |
| 2004–05   | 1ª                    | A Division            | 1º                    | Campeones             | Campeones        | –                                  | –                                 |
| 2005–06   | 1ª                    | A Division            | 1º                    | Campeones             | Subcampeones     | –                                  | –                                 |
| 2006–07   | 1ª                    | A Division            | 2º                    | Cuartos de final      | –                | –                                  | –                                 |
| 2007–08   | 1ª                    | A Division            | 5º                    | Cuartos de final      | Campeones        | –                                  | –                                 |
| 2008–09   | 1ª                    | A Division            | 2º                    | Campeones             | –                | –                                  | –                                 |
| 2009–10   | 1ª                    | A Division            | 2º                    | Subcampeones          | –                | Fase de grupos                     | –                                 |
| 2010–11   | 1ª                    | A Division            | 3º                    | 4ª Plaza              | –                | –                                  | –                                 |
| 2011–12   | 1ª                    | A Division            | 5º                    | Cuartos de final      | Subcampeones     | –                                  | 3ª EuroChallenge - Fase de grupos |
| 2012–13   | 1ª                    | A Division            | 3º                    | 3ª Plaza              | 4ª Plaza         | –                                  | –                                 |
| 2013–14   | 1ª                    | A Division            | 2º                    | Subcampeones          | 4ª Plaza         | –                                  | 3ª EuroChallenge - Fase de grupos |
| 2014–15   | 1ª                    | A Division            | 4º                    | 3ª Plaza              | 3ª Plaza         | –                                  | 3ª EuroChallenge - Fase de grupos |
| 2015–16   | 1ª                    | A Division            | 4º                    | 4ª Plaza              | Cuartos de final | –                                  | –                                 |
| 2016–17   | 1ª                    | A Division            | 11º                   | –                     | –                | –                                  | –                                 |
| 2017–18   | 1ª                    | A Division            |                       |                       |                  | –                                  | –                                 |

## Atomerőmű SE en competiciones europeas
Copa Korać 1995-96
| 1ª Ronda | Nemetali-Ograzden | Atomerőmű SE           | 63-71 | 78-53  |  |
| 2ª Ronda | Atomerőmű SE      | Estudiantes Argentaria | 68-87 | 108-70 |  |

Copa Saporta 1998-99
| Fase de grupos         | AEK             | Atomerőmű SE    | 66-59 | 78-76 |  |
| Fase de grupos         | BC Partizan ICN | Atomerőmű SE    | 92-85 | 64-84 |  |
| Fase de grupos         | Atomerőmű SE    | Pivovarna       | 73-84 | 99-87 |  |
| Fase de grupos         | Teamware        | Atomerőmű SE    | 90-72 | 78-70 |  |
| Fase de grupos         | KK Zagreb       | Atomerőmű SE    | 93-85 | 77-62 |  |
| Dieciseisavos de Final | Atomerőmű SE    | Pamesa Valencia | 70-71 | 82-63 |  |

Copa Korać 1999-00
| 1ª Ronda | Atomerőmű SE | Geoplin Slovan | 85-86 | 70-65 |  |

Copa Korać 2000-01
| 1ª Ronda | KK Triglav   | Atomerőmű SE       | 75-84 | 94-65 |  |
| 2ª Ronda | Atomerőmű SE | Nuova Viola Reggio | 79-73 | 87-71 |  |

Copa Korać 2001-02
| 2ª Ronda         | Atomerőmű SE | DONA Dubrava | 89-68 | 67-86  |  |
| Fase de grupos   | Atomerőmű SE | BC Khimki    | 82-64 | 87-99  |  |
| Fase de grupos   | Atomerőmű SE | BK Opava     | 79-81 | 103-84 |  |
| Fase de grupos   | Büyük Kolej  | Atomerőmű SE | 83-87 | 82-71  |  |
| Octavos de Final | Atomerőmű SE | Lokomotiv    | 88-90 | 92-89  |  |

FIBA Europe Champions Cup 2002-03
| Fase de grupos | BC Lietuvos Rytas | Atomerőmű SE   | 118-62 | 63-86 |
| Fase de grupos | BC Kyiv           | Atomerőmű SE   | 98-80  | 87-77 |
| Fase de grupos | Atomerőmű SE      | BC Khimki      | 71-99  | 99-82 |
| Fase de grupos | Atomerőmű SE      | BC Kalev       | 59-67  | 69-90 |
| Fase de grupos | Atomerőmű SE      | Polonia Warbud | 84-86  | 84-92 |

FIBA EuroCup 2006-07
| Fase de grupos | Atomerőmű SE | Lokomotiv Rostov | 65-69 | 102-58 |
| Fase de grupos | Banvit       | Atomerőmű SE     | 91-60 | 61-82  |
| Fase de grupos | Atomerőmű SE | Azovmash         | 73-80 | 88-62  |

FIBA EuroChallenge 2011-12
| Ronda Clasificatoria | Atomerőmű SE | Arkadia Traiskirchen | 70-48 | 80-85 |  |
| Fase de grupos       | Atomerőmű SE | BC NN                | 83-72 | 96-51 |  |
| Fase de grupos       | BK Ventspils | Atomerőmű SE         | 69-56 | 78-79 |  |
| Fase de grupos       | Atomerőmű SE | Khimik               | 73-76 | 83-58 |  |

FIBA EuroChallenge 2013-14
| Fase de grupos | Atomerőmű SE         | CSM Oradea     | 78-77 | 90-74 |
| Fase de grupos | Royal Hali Gaziantep | Atomerőmű SE   | 75-63 | 61-74 |
| Fase de grupos | Atomerőmű SE         | Krasnye Krylya | 56-89 | 79-75 |

FIBA EuroChallenge 2014-15
| Fase de grupos | TS Medical Park | Atomerőmű SE     | 103-81 | 78-82 |
| Fase de grupos | Atomerőmű SE    | magnofit Güssing | 70-80  | 93-84 |
| Fase de grupos | Cluj-Napoca     | Atomerőmű SE     | 64-73  | 68-81 |

## Palmarés

### Liga
- A Division

-   -  Campeones (4): 2002, 2005, 2006, 2009

-   - Subcampeones (4): 2001, 2004, 2010, 2014
  - Terceros (3): 2003, 2013, 2015

### Copa
- Copa Húngara

-   -  Campeones (4): 2001, 2003, 2005, 2008

-   -  Subcampeones (4): 1991, 2002, 2006, 2012
  - Terceros (3): 1999, 2013, 2015

### Internacional
- Copa Saporta

-   - Dieciseisavos de Final (1): 1999

- Copa Korać

-   - Octavos de Final (1): 2002

## Números retirados
El club retiró los siguientes dos números:
- #8 Ferdinánd Morgen - Joven jugador de baloncesto húngaro fallecido en 2012 con tan sólo 21 años, debido a una dolencia de corazón.

- #18 Róbert Gulyás - Pívot internacional con la Selección de baloncesto de Hungría que jugó en las filas del Unicaja Málaga, ASVEL Lyon-Villeurbanne o Olympiacos B.C. entre otros, retirándose en 2010.

## Jugadores destacados
| - Đorđe Đogo - Wayne Smith - Hernold Gardener - Mateo Kedzo - Zvonimir Ridl - Denis Toroman - Jan Pavlík - Stanislav Zuzák - Cédric Mélicie - Justin Robinson - Csanád Antóni - Gergely Baki - Zoltán Boros - Arnold Csaplár-Nagy - Ervin Csaplár-Nagy - László Czigler - Zoltán Czinger - János Eilingsfeld - István Érsek - Péter Faragó - Attila Farkas - Márton Fodor - Ákos Garamvölgyi - Lajos Göcs - Róbert Gulyás - Tamás Hencsey - Bálint Horti - Ákos Horváth - Zoltán Horváth - László Jilling | - Tamás Kámán - Gergely Kangyal - Miklós Karagits - Balázs Kerpel-Fronius - Zsolt Kiss - Gergely Körtélyesi - Ákos Kovács - Viktor Lőrincz - Attila Lukacs - Bagó Martin - Máté Medve - Tamás Merész - Zalán Mészáros - Tamás Molnár - Tibor Monok - Ferdinánd Morgen - István Panta - Szabolcs Pojbics - Zsolt Rajkó - András Ruják - Péter Rutkai - János Siska - Ernő Sitku - Martin Sömenek - Péter Steiger - Zsolt Szabó - Ádám Tóth - Péter Tóth - Viktor Tóth - Robert Verli | - Dávid Vojvoda - Tamás Will - Vaidas Jurgilas - Darius Lukminas - Laurynas Samėnas - Arūnas Visockas - Žarko Rakočević - Sani Ibrahim - José Costa - Alexander Fomin - Nikola Silađi - Jure Balažič - Saša Mučič - Chris Allen - Seth Allen - George Banks - Troy Barnies - Talor Battle - Cedric Brooks - Ivory Clark - Bonell Colas - Donald Cole - Terrence Davis - Henry Dugat - Christopher Dunn - Mike English - Ryan Evans - Cameron Forte - Timothy Frost - Lawrence Gilbert | - Devonne Giles - Charles Gosa - Johnny Gray - Rod Grizzard - P.J. Hill Jr. - Jabarie Hinds - Jibril Hodges - Steven Idlet - Ashante Johnson - Ian Johnson - Kendrick Johnson - Jerome LaGrange - Jonathan Levy - Jermaine Marshall - Kevin Martin - Rodney McGruder - Ronnie McMahan - Roland Miller - Chris Monroe - Anthony Morse - Peter Mulligan - Nile Murry - Lee Nailon - Darris Nichols - Javion Ogunyemi - Marvin Ricks - John Roberson - Donald Robinson - Brooks Sales - Durrell Summers | - Willie Taylor - Matt Tiby - Deonta Vaughn - Tory Walker - Mark Walters - Ryan Watkins - Lorenzo Williams - Nick Williams - Tim Williams - Donald Wilson - Brendan Winters - Jeremy Wise - David Young - John Szigeti - Luka Marković - Branimir Josipović - Jason Detrick - Greg Stevenson - Scott Stewart - Jarrod Jones - Sharif Fajardo - Demetrius Brown |